# Uroproctus assamensis
Uroproctus assamensis är en spindeldjursart som beskrevs av Pocock 1894. Uroproctus assamensis ingår i släktet Uroproctus och familjen Thelyphonidae. Inga underarter finns listade i Catalogue of Life.